# Koninkrijk Galicië en Lodomerië
Het koninkrijk Galicië en Lodomerië (Duits: Königreich Galizien und Lodomerien mit dem Großherzogtum Krakau und den Herzogtümern Auschwitz und Zator; Pools: Królestwo Galicji i Lodomerii wraz z Wielkim Księstwem Krakowskim i Księstwem Oświęcimia i Zatoru; Oekraïens: Королівство Галичини і Лодомерії з Великим князіством Краківським і князівствами Освенцима і Затору) was een koninkrijk binnen de Donaumonarchie (keizerrijk Oostenrijk respectievelijk Oostenrijk-Hongarije) van 1772 tot 1918. Het was vernoemd naar het middeleeuwse Koninkrijk Galicië-Wolynië (Galiciæ et Lodomeriæ, Regnum Rusie), waarvan het als indirecte opvolger werd beschouwd.
Galicië en Lodomerië bestond uit gebieden die voor 1772, het jaar van de Eerste Poolse Deling, behoorden tot het Pools-Litouwse Gemenebest en het vorstendom Moldavië, later aangevuld met gebieden van het hertogdom Warschau en de  republiek Krakau. Het gebied had de status van kroonland, een soort provincie. 
Toen in 1918 Oostenrijk-Hongarije uiteenviel werd het gebied geclaimd door de nieuwe staten, de Tweede Poolse Republiek en de Oekraïense Volksrepubliek en het noordoostelijke deel werd bij het hertogdom Boekovina gevoegd. De hoofdstad Lemberg werd vanaf 1 november 1918 enige tijd belegerd door Oekraïners, tegen wie de in hoofdzaak  Poolse bevolking zich met succes verdedigde. 
Bij de vrede van Riga tussen Polen en de Sovjet-Unie werd Galicië net als Oekraïne opgedeeld tussen Polen en de Sovjet-Unie. Na het uiteenvallen van de Sovjet-Unie in 1991 kwam het sovjetdeel onder bestuur van de nieuwe staat Oekraïne.

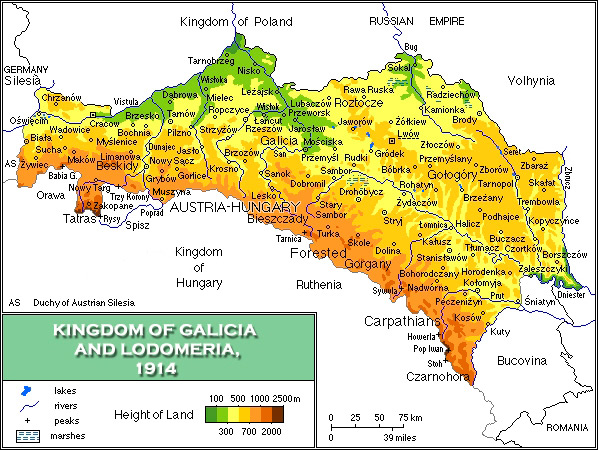
Geografische kaart van Galicië en Lodomerië

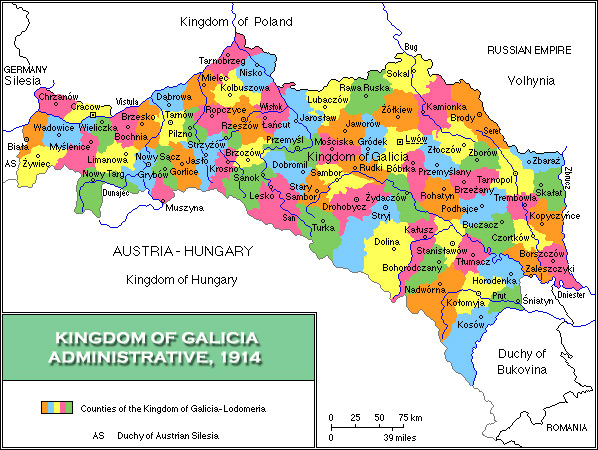
Bestuurlijke indeling

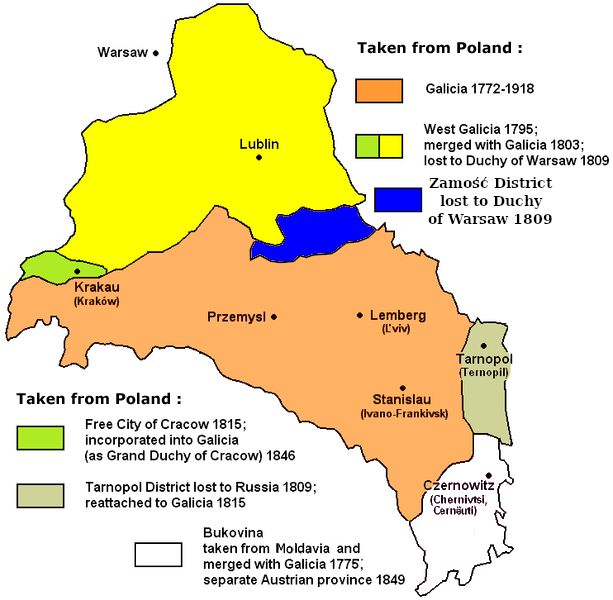
Koninkrijk Galicië en Lodomerië

1867–1918

In de Rijksraad vertegenwoordigde koninkrijken en landen (Cisleithanië):
hertogdom Boekovina · koninkrijk Bohemen · koninkrijk Dalmatië · koninkrijk Galicië en Lodomerië · hertogdom Karinthië · hertogdom Krain · Küstenland (vorstelijk graafschap Görz en Gradisca, markgraafschap Istrië, vrije rijksstad Triëst) · markgraafschap Moravië · Neder-Oostenrijk · Opper-Oostenrijk · hertogdom Salzburg · Tsjechisch-Silezië · hertogdom Stiermarken · vorstelijk graafschap Tirol en land Vorarlberg

De landen van de Heilige Hongaarse Stefanskroon (Transleithanië):
Fiume met gebied · koninkrijk Hongarije · koninkrijk Kroatië en Slavonië . Militaire Grens (1867-1882)

Gemeenschappelijk bestuurd: condominium Bosnië en Herzegovina (1878-1918) . Novi Pazar met gebied (1878-1908) . Karpatische passengebied (1918) . bezette zone Tianjin (1901-1917)
Voor of in 1867 opgeheven

koninkrijk Illyrië (tot 1850) · vojvodschap Servië en Temesbanaat (tot 1860) · Koninkrijk Lombardije-Venetië (tot 1866) · grootvorstendom Zevenburgen (tot 1867)